# Early Classics
Early Classics è una raccolta del cantante statunitense Michael Jackson, pubblicata nel 2000 dall'etichetta discografica Spectrum.

## Tracce
1. I Want You Back (The Jackson 5) – 3:00
2. Can You Remember – 2:59
3. Who's Lovin You – 4:00
4. True Love Can Be Beautiful – 3:28
5. In Our Small Way – 3:39
6. Goin' Back to Indiana – 3:33
7. Can I See You in the Morning – 3:11
8. I'll Bet You – 3:17
9. Rockin' Robin – 2:34
10. People Make the World Go 'Round – 3:15
11. Doggin' Around – 2:53
12. Never Can Say Goodbye – 3:00
13. Lookin' Through the Windows – 3:38
14. We've Got a Good Thing Going – 3:03
15. The Young Folks – 2:57
16. My Little Baby – 2:59
17. (We've Got) Blue Skies – 3:23
18. With a Child's Heart – 3:27